# Jouni Somero
Jouni Kalervo Somero (Oulainen, 12 agosto 1963) è un pianista finlandese.

## Biografia
Iniziò a studiare l'organo all'età di otto anni, passando poi al pianoforte dall'età di dodici anni.
Si è formato in Svizzera presso il Conservatorio di Losanna (1981) e presso il Cologne Music College (1982-1989) da Herbert Drechse. 
Fu fra gli altri allievo di György Cziffra da cui migliorò l'interpretazione della musica di Franz Liszt.
Ha suonato durante la sua carriera in più di 3 000 concerti in tutto il mondo: Australia, Giappone, Canada, Russia e diversi paesi europei.

## Registrazioni
Somero è anche il più prolifico pianista finlandese per numero di incisioni, ha registrato più di ottanta CD con diverse etichette (Naxos, BMG, Mils, Jubal, FC-Records, ecc.).
Fra i più recenti progetti si annoverano un'antologia di musica finlandese per pianoforte (cinque CD), l'intera produzione per pianoforte di Sergej Ėduardovič Bortkevič (9 CD) e il "Progetto Russia", che comprende, tra l'altro, l'intera produzione di Pëtr Il'ič Čajkovskij per pianoforte solista.
Somero ha anche registrato tutta l'opera pianistica e di musica da camera di Erkki Salmenhaara, ed ha un vasto repertorio che comprende il clavicembalo ben temperato di Johann Sebastian Bach entrambi i volumi, Die Kunst der Fügen, che egli ha presentato anche ai concerti, nonché sei Partita, tutto il repertorio pianistico di Rachmaninov, Fryderyk Chopin, Schumann e Brahms, nonché molte opere per pianoforte poco conosciute (Alkan, Arensky, Blumenfeld, Godard, Rebikov, Rubinstein, Thalberg, Godowsky). 
Fra la produzione pianistica di Somero vi è anche un vasto repertorio di musica da camera, per esempio le Sonate per violino e pianoforte di Brahms, le Sonate per violoncello e pianoforte di Beethoven, i trii di Arensky ecc.
Nel settembre 2012, la rivista statunitense Fanfare ha decretato l'album Rebikov di Somero come una delle più significative esecuzioni per pianoforte.
Jouni Somero ha iniziato a registrare l'intera produzione pianistica di Selim Palmgren. I primi otto album della serie sono stati pubblicati nel 2021-24 dall'etichetta discografica Grand Piano di Naxos.